# Кислые (Смоленская область)
 Кислые — деревня в Смоленской области России, в Смоленском районе. Население — 1 житель (2007 год). Расположена в западной части области в 25 км к северо-западу от г. Смоленска, на левом берегу реки Жереспея, в 11 км к востоку от автодороги Р133 Смоленск —Невель.
Входит в состав Новосельского сельского поселения.

## История
9 января 1909 года в деревне родился Герой Советского Союза, подполковник Игнат Павлович Павлюченков. Погиб 21.10.1943 года в бою южнее Мелитополя.

## Достопримечательности
Комплекс археологических памятников:
- Городище днепро-двинских племён I тысячелетия до н. э. в 500 метрах севернее деревни на берегу Жереспеи (приток Каспли).
- Селище на северо-восточной окраине деревни, использовалось тушемлинскими племенами и впоследствии племенами культуры длинных курганов в I тысячелетии н. э.
- Селище племён тушемлинской культуры в 700 м к северу от деревни. Использовалось в середине I тысячелетия н. э.
- Курганная группа (23 кургана высотой до 1,5 м) в 1 км севернее деревни на противоположном берегу Жереспеи. Насыпаны на рубеже I и II тысячелетий н. э.
- В районе волока из Каспли в Днепр у деревни Кислая на реке Жереспее был найден клад, где вместе с арабским серебряными монетами был обнаружен датский полубрактеат с острова Хедебю (ок. 825 года)[1][2].